# Sofia Johansson
Sofia Johansson, född 9 maj 1969, är en svensk före detta fotbollsspelare.
Johansson representerade på klubbnivå först Wä IF, men gick inför säsongen 1994 till Malmö FF, med vilka hon tog SM-guld under sitt första år i klubben. Hon spelade 6 A-landskamper (1 mål) för Sverige, och var med i truppen i VM 1995.